# Cochise (zespół muzyczny)
Cochise – polska grupa wykonująca szeroko pojętą muzykę rockową – będącą oryginalnym połączeniem rocka, grunge’u i metalu. Powstała w 2004 roku w Białymstoku.
Skład utworzyli wokalista i autor tekstów Paweł Małaszyński, perkusista Dariusz Korzeniewski oraz gitarzysta Wojciech Napora i basista Radosław Jasiński, obaj związani z zespołem Hellraizer. Na początku 2005 roku ukazało się debiutanckie demo formacji zatytułowane 9. Także w 2005 roku zespół wystąpił na przeglądzie rockowym Rockfest 2005 w Białymstoku, którego został laureatem.
Od tego czasu zespół zagrał ponad czterysta świetnie przyjętych klubowych i plenerowych koncertów oraz nagrał trzy kolejne płyty „Back to Beginning” wydaną przez wytwórnie Mystic oraz „118” i „The Sun also rises for unicorns” wydaną przez MetalMind.  Obecnie zespół kończy prace nad swoim piątym albumem „Swans and Lions”, który ukaże się w lutym 2018 roku również pod skrzydłami MetalMind.
Wśród najciekawszych wydarzeń koncertowych, w których uczestniczył Cochise można wymienić udział w Przystanku Woodstock (duża scena), Seven Festival, Świebodzice Rock Festival, Cieszanów Rock Festiwal czy Impact Festival, z legendarną formacją Black Sabbath w roli headlinera.
W 2008 roku skład opuścił perkusista Darek Korzeniewski, którego zastąpił Cezary Mielko, członek zespołu Bright Ophidia. W nowym składzie formacja zarejestrowała debiutancki album pt. Still Alive. Wydawnictwo ukazało się 10 lutego 2010 roku nakładem CochiseRock. 11 października tego samego roku materiał ukazał się ponownie nakładem wytwórni Pink Crow Records. W międzyczasie muzycy zarejestrowali także interpretację utworu „Lick the Blood off My Hands” z repertuaru zespołu Danzig. Kompozycja ukazała się na kompilacji Tribute to Danzig – Dark Side of the Blues (2010). W marcu 2017 ze składu grupy odszedł Cezary Mielko, aby skupić się na działalności w zespole Bright Ophidia, zaś jego miejsce zajął Adam Galewski. W 2022 roku perkusistą zespołu został Grzegorz Hiero.

## Dyskografia
| Rok  | Tytuł                                                                                         |
| ---- | --------------------------------------------------------------------------------------------- |
| 2010 | Still Alive - Data: 10 lutego 2010 - Wydawca: CochiseRock                                     |
| 2012 | Back to Beginning - Data: 14 maja 2012 - Wydawca: Mystic Production                           |
| 2014 | 118 - Data: 10 lutego 2014 - Wydawca: Metal Mind Productions                                  |
| 2015 | The Sun Also Rises For Unicorns - Data: 2 października 2015 - Wydawca: Metal Mind Productions |
| 2017 | Swans and Lions - Data: 2 marca 2018 - Wydawca: Metal Mind Productions                        |
| 2019 | Exit: A Good Day To Die - Data: 18 października 2019 - Wydawca: Metal Mind Productions        |

| Rok  | Tytuł      | Pozycja na liście |
| Rok  | Tytuł      | Turbo Top         |
| ---- | ---------- | ----------------- |
| 2010 | „War Song” | 8                 |